# 터워소그
터워소그(웨일스어: tywysog [təˈwəsɔɡ])는 웨일스어로 통치자, 지배자를 가리키는 말이다. 여성형은 터워소게스(웨일스어: tywysoges)다. 어원적으로 아일랜드어의 티셔흐(아일랜드어: taoiseach)와 동계다. 
원래 웨일스인들의 소왕국의 왕을 가리키는 말이었으나, 웨일스가 잉글랜드에 복속되면서 잉글랜드의 왕(king)보다 격이 낮은 것으로 격하되었다.